# Malik Chah Ier (Seldjoukide de Roum)
Pour l’article homonyme, voir Malik Chah.
Malik Châh Ier ou Châhanchâh (Roi des rois) est un sultan seldjoukide de Roum. Il est le fils de Kılıç Arslan Ier. Il succède à son père en 1110.

## Remarque
Malik Châh Ier (vers 1096-1116) du sultanat de Roum ne doit pas être confondu avec son lointain cousin homonyme le  grand Seldjoukide Malik Châh Ier (vers 1053-1092).

## Biographie
Kılıç Arslan Ier a eu douze enfants dont cinq fils : 
1. L'aîné est mort, avant 1107, dans un combat contre le danichmendide Amir Ghazi Gümüchtegin.
2. Malik Shah (Châhanchâh) nait vers 1096[2].
3. Mas'ud Ier dépose et fait tuer son frère Malik Shah en 1116. Il règne jusqu'en 1155.
4. `Arab se rebelle contre son frère Mas`ûd en 1126.
5. Toghul Arslan, sa mère exerce le pouvoir à Malatya[3].

En 1106, Kılıç Arslan prend Mayyafarikin (de nos jours Silvan) aux Artukides et Malatya qu'il convoitait depuis longtemps.
En 1107, Kılıç Arslan, appelé par les habitants de Mossoul, entre dans la ville et s'y fait proclamer sultan. Il nomme son fils Malik Shah âgé de onze ans comme son lieutenant. Vaincu par le Grand Saljûqide Muhammed Ier, il doit se replier et se noie en traversant le fleuve Khabur (juin 1107). Resté à Mossoul, Malik Shah est fait prisonnier en emmené à Ispahan.

### Le règne
En 1109, Malik Châh est libéré. Il prend le titre de sultan de Konya en 1110.
Profitant de cette période d'incertitude, les Byzantins prennent l'initiative attaquent les côtes de l'Anatolie,. De leur côté les Turcs se préparent à faire mouvement vers le centre du plateau anatolien. Leur retrait des côtes leur coûte cher en pertes humaines. Près de Lopadion (Uluabat), Les Byzantins attaquent par surprise une importante troupe turque au campement. Presque tous les membres de cette troupe sont massacrés, y compris les femmes et les enfants.
Malik Châh tente en vain de combattre les Byzantins. En 1116, l'empereur byzantin Alexis Ier remporte une victoire incertaine à Philomélion. Pendant la négociation de paix, Mas'ud Ier le frère cadet de Malik Châh prend le pouvoir avec l'aide des Danichmendides. Malik Châh est ensuite fait prisonnier, aveuglé puis étranglé. Le sultanat de Roum se réduit à la région de Konya sous la tutelle des Danichmendides.